# Live in Paris (Diana Krall-album)
Live in Paris är ett livealbum från 2002 med jazzsångerskan och pianisten Diana Krall. Spår 1–11 spelades in vid in konsert på Paris Olympia i slutet av 2001 och finns också utgivet på DVD. Spår 12 spelades in i Avatar Studios, New York. 

## Låtlista
1. I Love Being Here With You (Peggy Lee/William Schluger) – 5:12
2. Let's Fall in Love (Harold Arlen/Ted Koehler) – 4:34
3. 'Deed I Do (Walter Hirsch/Fred Rose) – 5:17
4. The Look of Love (Burt Bacharach, Hal David) – 5:00
5. East of the Sun (and West of the Moon) (Brooks Bowman) – 5:58
6. I've Got You Under My Skin (Cole Porter) – 7:24
7. Devil May Care (Bob Dorough/Terrell Kirk) – 6:52
8. Maybe You'll Be There (Rube Bloom/Sammy Gallop) – 5:47
9. 'S Wonderful  (George Gershwin/Ira Gershwin) – 5:59
10. Fly Me to the Moon (Bart Howard) – 6:05
11. A Case of You (Joni Mitchell) – 7:04
12. Just the Way You Are (Billy Joel) – 5:00

## Medverkande
- Diana Krall – piano, sång, Fender Rhodes
- Michael Brecker – tenorsaxofon
- Alan Broadbent – dirigent
- John Clayton – bas
- Paulinho Da Costa – slagverk
- Jeff Hamilton – trummor
- Christian McBride – bas
- Rob Mounsey – keyboards
- Lewis Nash – trummor
- John Pisano – gitarr
- Luis Quintero – slagverk
- Anthony Wilson – gitarr

## Listplaceringar
| Lista (2003) | Topplacering |
| ------------ | ------------ |
| Sverige      | 15           |
| Norge        | 5            |